# Alpine Ski-Junioreneuropameisterschaften 1980
Die 8. Alpinen Ski-Junioreneuropameisterschaften fanden im Januar 1980 in Madonna di Campiglio in Italien statt.

## Herren

### Abfahrt
| Platz | Land | Sportler          | Zeit        |
| ----- | ---- | ----------------- | ----------- |
| 1     | SUI  | Pirmin Zurbriggen | 1:44,77 min |
| 2     | SUI  | Gustav Oehrli     | 1:45,33 min |
| 2     | SUI  | Philipp Schuler   | 1:45,33 min |

### Riesenslalom
| Platz | Land | Sportler             | Zeit        |
| ----- | ---- | -------------------- | ----------- |
| 1     | AUT  | Ernst Hinterseer jr. | 2:39,18 min |
| 2     | AUT  | Guido Hinterseer     | 2:40,27 min |
| 3     | YUG  | Jure Franko          | 2:40,53 min |

### Slalom
| Platz | Land | Sportler       |
| ----- | ---- | -------------- |
| 1     | SWE  | Joakim Wallner |
| 2     | YUG  | Jure Franko    |
| 3     | ITA  | Roberto Grigis |

## Damen

### Abfahrt
| Platz | Land | Sportlerin       | Zeit        |
| ----- | ---- | ---------------- | ----------- |
| 1     | AUT  | Elke Kunschitz   | 1:50,16 min |
| 2     | ITA  | Roberta Berbenni | 1:50,24 min |
| 3     | ITA  | Paoletta Magoni  | 1:51,21 min |

### Riesenslalom
| Platz | Land | Sportlerin    | Zeit        |
| ----- | ---- | ------------- | ----------- |
| 1     | AUT  | Erika Gfrerer | 2:50,43 min |
| 2     | AUT  | Inge Krenn    | 2:52,57 min |
| 3     | FRG  | Traudl Hächer | 2:55,59 min |

### Slalom
| Platz | Land | Sportlerin    |
| ----- | ---- | ------------- |
| 1     | POL  | Ewa Grabowska |
| 2     | ITA  | Kristen Adams |
| 3     | AUT  | Erika Gfrerer |

## Medaillenspiegel
| Platz | Land           | Gold | Silber | Bronze | Gesamt |
| ----- | -------------- | ---- | ------ | ------ | ------ |
| 1     | Österreich     | 3    | 2      | 1      | 6      |
| 2     | Schweiz        | 1    | 2      | –      | 3      |
| 3     | Polen          | 1    | –      | –      | 1      |
| 3     | Schweden       | 1    | –      | –      | 1      |
| 5     | Italien        | –    | 2      | 2      | 4      |
| 6     | Jugoslawien    | –    | 1      | 1      | 2      |
| 7     | BR Deutschland | –    | –      | 1      | 1      |